# 御嶽神楽

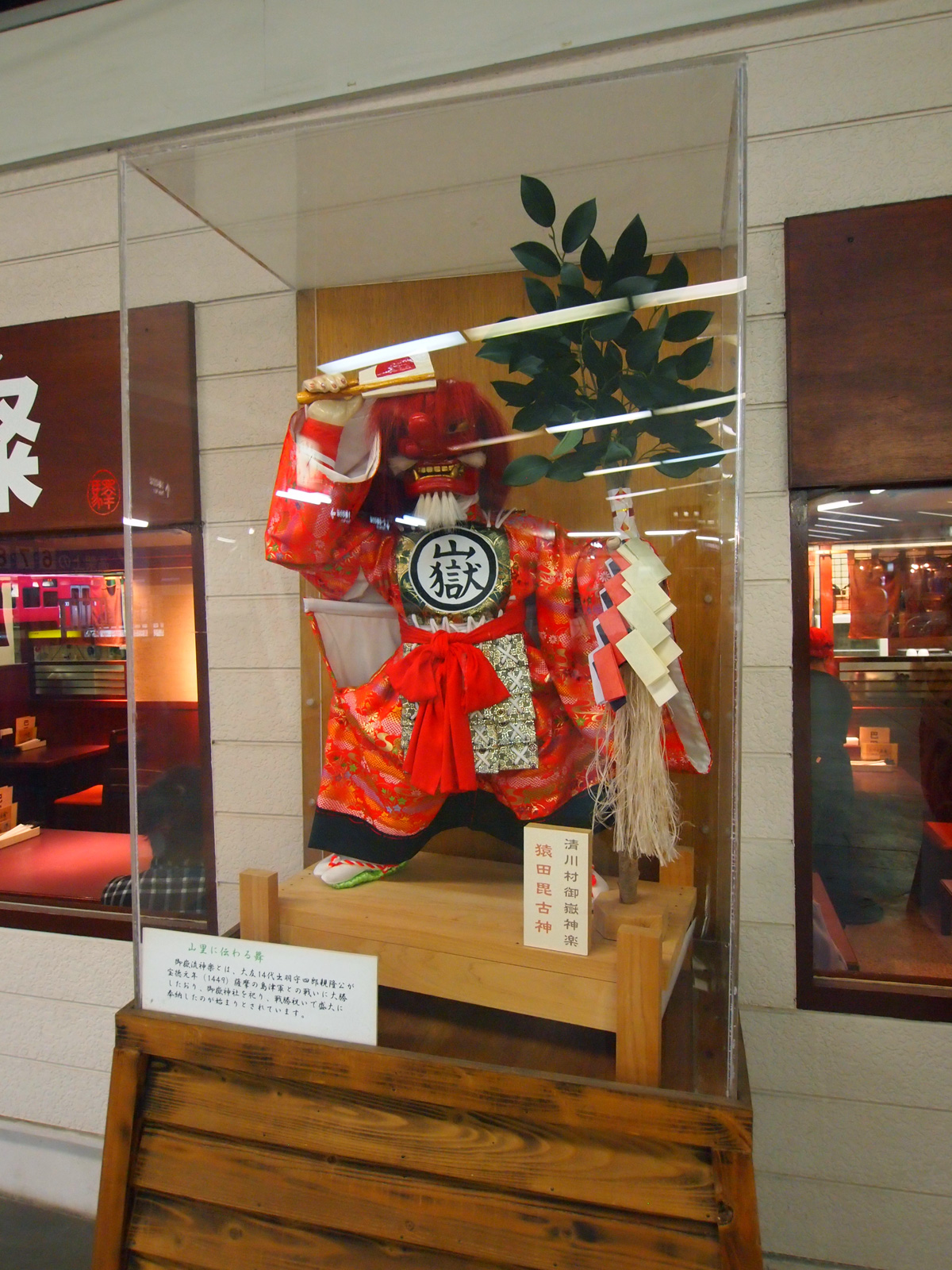
御嶽神楽・猿田毘古神の人形（大分駅）

御嶽神楽（おんだけかぐら）は、大分県豊後大野市清川町（旧清川村）に伝わる神楽。2007年3月7日に重要無形民俗文化財に指定された。

## 概要
宝徳元年（1449年）、豊後国の守護であった大友氏第14代当主大友親隆が日向行縢山での薩摩への戦勝を記念して創建した御嶽神社で奉納されたのが始まりであるとされる。その後、江戸時代中期に、加藤長古が出雲神楽の型を取り入れて現在の神楽の型を完成した。大分県南部や熊本県阿蘇地方に分布する御嶽流神楽の起源であり、その代表といえる神楽である。第二次世界大戦後には、一時は過疎化により存続が危ぶまれた時期もあったが、村を挙げての保存活動によって再び盛んとなった。
総演目数は33番あり、各演目は登場、中心の舞、退場の三部構成が基本で、いずれも大太鼓、締太鼓鉦、横笛の演奏を伴って、勇壮に舞われる。通例、まず、東西南北中央の五方の神々がその場を浄める「五方礼始」（ごほうれいし）が舞われ、続いて、国産みについての「天沼矛（あまのぬぼこ）」、瓊瓊杵尊の降臨についての「天孫降臨」（てんそんこうりん）」、天照大神の岩戸隠れについての「岩戸開」（いわとびらき）、須佐之男命による八岐大蛇退治についての「綱切」（つなきり）、「八雲払」（やくもばらい）といった日本神話に題をとった演目が数番演じられる。
毎年4月の第1日曜日に、清川町の御嶽山麓にある神楽の里・能場公園で、御嶽流神楽の流れを汲む大分県内外の神楽が一堂に集まる御嶽流神楽大会が開催されており、御嶽神楽をはじめとする御嶽流神楽を鑑賞することができる。